# Emily Regan
Emily Regan (Buffalo, 10 giugno 1988) è una canottiera statunitense.
Prima dell'ufficiale slittamento al 2021 di Tokyo 2020, a cui aveva alte possibilità di prendere parte, dovuto allo scoppio della pandemia di Covid 19, poteva vantare nel palmarès un oro olimpico nel remo a otto a Rio 2016, che si apprestava a difendere, e quattro titoli mondiali.
Quando il fisioterapista della squadra femminile di canottaggio Usa è rimasto infettato tra marzo e aprile del 2020, 12 donne, circa un terzo dell'intera nazionale, da cui sarebbe stato selezionato il gruppo olimpico, ne è stato sfortunatamente contagiato. Tra esse anche la Regan, che con un post su Facebook ha voluto raccontare la sua difficile esperienza con la malattia, invitando a non sottovalutarne i rischi.
Ha infatti sottolineato come pur avendone sofferto una forma lieve ed essendone uscita relativamente bene, senza danni permanenti, per un mese praticamente non è riuscita a camminare, e dopo altri tre non è stata in grado di recuperare una forma competitiva.
Ha dichiarato che spera che la sua testimonianza sproni le persone giovane e forti nel suo paese a fare di tutto per evitare il contagio, ritenendo che negli Usa vigesse la convinzione che per loro sarebbe stato impossibile contrarre il virus o comunque non avrebbe comportato danni significativi.

## Palmarès
- Giochi olimpici

Rio de Janeiro 2016: oro nell'otto.
- Mondiali

Bled 2011: oro nel 4 senza.
Chengju 2013: oro nell'otto.
Amsterdam 2014: argento nel 4 senza.
Aiguebelette 2015: oro nell'otto.
Plovdiv 2018: oro nell'otto.
Linz-Ottensheim 2019: bronzo nell'otto.